# Qui Nguyen

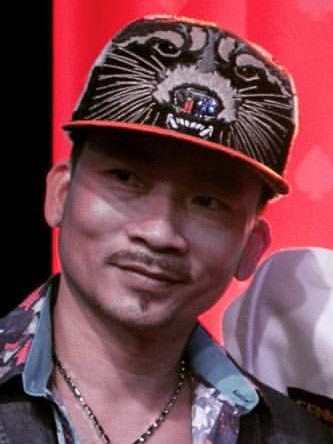
Nguyen en la Serie Mundial de Póker de 2016

Qui Nguyen (nacido en 1977) es un jugador de póker vietnamita-estadounidense de Las Vegas, Nevada. Ganó el Evento Principal de la Serie Mundial de Póker de 2016, obteniendo $8,005,310.
Nguyen nació en Vietnam y se mudó a los Estados Unidos en 2001. Comenzó a jugar al póker en 2003, concentrándose en pequeños juegos de dinero en efectivo. Después de llegar a Las Vegas, cambió a juegos sin límite y tuvo algunas victorias en eventos de bajo buy-in. Sus ganancias totales en torneos a partir de 2017 superaron los $8,050,000, en su mayoría de su victoria en el Evento Principal. Nguyen obtuvo su asiento en el Evento Principal 2016 a través de un torneo satélite de $1,100. Alcanzó la November Nine en la segunda posición de fichas.
A partir de noviembre de 2017, Qui Nguyen vive en la zona de Summerlin en Las Vegas con su hijo Kyle.

## Brazaletes de la Serie Mundial de Póker
| Año  | Torneo                              | Premio (US$) |
| ---- | ----------------------------------- | ------------ |
| 2016 | $10,000 No Limit Hold'em Main Event | $8,005,310   |